# Гобечия, Иосиф Павлович
Иосиф Павлович Гобечия (груз. იოსებ პავლეს ძე გობეჩია, 1879, Кутаис, Кавказское наместничество — 1963, Левиль-сюр-Орж, Франция) — грузинский политик, член Учредительного собрания Республики Грузия.

## Биография
Окончил Кутаисскую классическую гимназию. 
Продолжил учёбу в Императорском Новороссийском университете в Одессе, после беспорядков 1901 года был арестован за участие в антиправительственных выступлениях и выслан в административном порядке в Грузию. В том же году был снова арестован за протестные выступления в связи со 100-летием присоединения Грузии к России и выслан в Одессу. Учёба в университете ему была запрещена. Иосиф вошёл в состав Руководящего комитета студенческого движения, организованного Всеволодом Лебединцевым, в 1904 году весь состав комитета был арестован. После года лишения свободы Гобечия вернулся в Тифлис и стал активно участвовать в работе социал-революционной партии.
В 1905 году Гобечия сформировал боевую группу из социал-революционеров, которая осуществила террористические акты в отношении руководителя карательных операций генерала Максуда Алиханова-Аварского в Кутаиси, Мазари Кегамова в Озургети и начальника полиции Мартинова в Тифлисе.
Уехал в Одессу, жил там по подложным документам. С помощью ректора Новороссийского университета Василия Петриашвили ему удалось возобновить учёбу на 4-м курсе, и в 1908 году он окончил университет, получив диплом на настоящую фамилию, проживая в Одессе нелегально под чужой фамилией.
В 1909—1911 жил и работал в Баку, читал лекции в Народном университете. Вместе со своим братом Владимиром Гобечиа и Гига Джугели участвовал в издании партийного органа на грузинском языке — «Марзвали». Из-за преследования жандармерией был вынужден бежать за границу. При содействии известного астронома Фламариона год работал в Парижской обсерватории. Окончил Политехнический институт Гренобля по специальности электротехника и устроился на работу по специальности.
После февральской революции 1917 года вернулся в Петроград, где глава временного правительства Александр Керенский отправил его в качестве комиссара на Кавказский фронт. Член ЦК Партии социалистов-революционеров Грузии.
26 мая 1918 года подписал Декларацию независимости Демократической Республики Грузия. 12 марта 1919 года был избран членом Учредительного собрания Республики Грузия в списке Социал-революционной партии Грузии, член Военной комиссии.
В 1921 году, после советизации Грузии, он остался в стране и вместе с другими партийными лидерами пытался достичь компромисса с властями. В начале 1922 года, на фоне переговоров, в Грузии начал формироваться общий фронт для борьбы с большевистским режимом, в грузинской эсеровской партии произошёл раскол; 20 марта 1922 года на своём третьем съезде в Тифлисе сторонники «левого крыла» исключили Иосифа Гобечия, Ивана Лорткипанидзе и Илью Нуцубидзе из партии. Был избран новый Центральный Комитет, в состав которого вошли Лев Шенгелая и Иван Гобечия. Со своей стороны, другая часть партии («правое крыло»), возникшая в результате раскола, объявила о полном прекращении сотрудничества с Львом Шенгелая, Иваном Гобечии и их сторонниками. 
Весной 1922 года Иосиф Гобечия стал представителем грузинских правых эсеров в образованном комитете за независимость Грузии. После своего создания комитет направил Иосифа Гобечию в качестве своего секретного представителя в Межпартийный комитет за рубежом.
В последующие годы он активно участвовал в политической и социальной жизни эмиграции; Публиковался в иммигрантской прессе.